# Ibrahim Yacouba

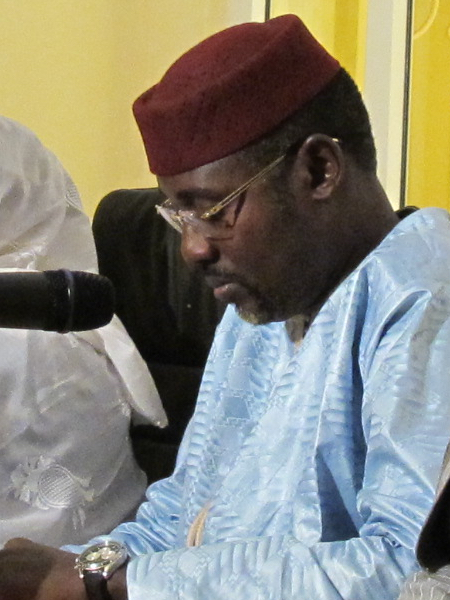
Ibrahim Yacouba (2014)

Ibrahim Yacouba (* 8. August 1971 in Maradi; auch Ibrahim Yacoubou) ist ein nigrischer Politiker, Gewerkschafter und Sportfunktionär. Er gehörte der Regierung Nigers in verschiedenen Funktionen an. Von 2016 bis 2018 war er Außenminister Nigers.

## Leben
Ibrahim Yacouba ging in seiner Geburtsstadt Maradi auf die Grundschule und die Mittelschule. Anschließend besuchte er die Ecole Nationale d’Administration (ENA) in Niamey, wo er 1991 ein Diplom als Zollkontrolleur erhielt. Er arbeitete danach im nigrischen Zollwesen. Von 1998 bis 2002 ließ er sich an der ENA zum Hauptzollinspektor ausbilden und war von 1999 bis 2001 Generalsekretär der Studentenvertreter an der ENA. Yacouba engagierte sich in der Gewerkschaft der Zollbediensteten, war ab 2001 deren stellvertretender Generalsekretär und ab 2003 deren Generalsekretär. Er arbeitete außerdem in leitender Funktion für mehrere zivilgesellschaftliche Organisationen. Unter anderem war er von 2004 bis 2010 als Koordinator des Réseau National Dette et Développement (RNDD) tätig. Dieses anti-neoliberale Bündnis wurde 2002 gegründet, um einen Schuldenerlass für das Dritte-Welt-Land Niger zu erreichen. Yacouba war auch als Sportfunktionär tätig, so 2009 als Präsident des Basketballverbands Fédération nigérienne de Basket und von 2009 bis 2012 als Vizepräsident des Fußballverbands Fédération nigérienne de football.
Ibrahim Yacouba wurde 2011 von Staatspräsident Mahamadou Issoufou als Verkehrsminister in die Regierung von Premierminister Brigi Rafini berufen. Im Februar 2013 gab Yacouba die Gründung einer neuen nationalen Fluggesellschaft namens Niger Airways bekannt. Bei einer Regierungsumbildung im August 2013 verlor er sein Amt als Verkehrsminister an Saley Seydou. Er wurde stattdessen im September 2013 stellvertretender Kabinettschef des Staatspräsidenten.
Im August 2015 wurde Yacouba mit der Begründung, er würde seine persönlichen Interessen über jene der Partei stellen, aus der regierenden Nigrischen Partei für Demokratie und Sozialismus (PNDS-Tarayya) ausgeschlossen. Er trat von seinem Posten im Kabinett zurück und gründete seine eigene Partei, die Nigrische Patriotische Bewegung (MPN-Kiishin Kassa). Yacouba ging bei den Präsidentschaftswahlen von 2016 für die Nigrische Patriotische Bewegung ins Rennen und wurde mit 4,52 % der Stimmen fünfter von fünfzehn Kandidaten. Der wiedergewählte Staatspräsident Mahamadou Issoufou holte ihn am 11. April 2016 als Minister für äußere Angelegenheiten, Kooperation, afrikanische Integration und Auslandsnigrer erneut in die Regierung. Am 11. April 2018 trat Yacouba von diesem Amt zurück und seine Partei Nigrische Patriotische Bewegung verließ die Regierungskoalition. Neuer Außenminister wurde Kalla Ankourao. Bei den Präsidentschaftswahlen von 2020 erzielte Ibrahim Yacouba als Kandidat der Nigrischen Patriotischen Bewegung 5,38 % der Stimmen und wurde fünfter von dreißig Kandidaten. Im März 2021 wurde er zum Vierten Vizepräsidenten der Nationalversammlung gewählt.
Der MPN-Kiishin Kassa gab am 19. April 2022 die Oppositionsrolle auf und schloss sich der Regierungsmehrheit von Staatspräsident Mohamed Bazoum vom PNDS-Tarayya an. In dessen Regierung wurde Ibrahim Yacouba am 23. April 2022 zum Staatsminister für Energie und erneuerbare Energien ernannt. Bazoums Regierung wurde beim Militärputsch am 26. Juli 2023 abgesetzt. In der vom neuen Machthaber Abdourahamane Tiani am 9. August 2023 ernannten Regierung übernahm Mahaman Moustapha Barké als Minister für Erdöl, Bergbau und Energie Ibrahim Yacoubas Agenden.
Das Militärregime ließ einen Haftbefehl wegen Hochverrat gegen ihn ausstellen. Yacouba ging zunächst ins Exil. Er kehrte Anfang 2024 nach Niger zurück und wurde sofort in der Haftanstalt Niamey eingesperrt.

## Ehrungen
- Großoffizier des Nationalordens Nigers[1]
- Offizier der Ehrenlegion[17]
- Ehrenmedaille für das Zollwesen[1]